# 太田博之
太田 博之（おおた ひろゆき、1947年11月25日 - ）は、日本の元子役、俳優、実業家。

## 人物
静岡県出身。立正大学中退。
1956年、新東宝の『新妻鏡』に初出演。子役として、映画、テレビドラマで活躍。『少年画報』の2代目表紙モデルも務めた。
1960年代は日活をはじめとする各社の青春映画、1970年代はテレビの時代劇を中心に活動した。
小学校3年生より車の運転を始め、B級ライセンスを所持、鈴鹿サーキットに於けるレースでリトル・ホンダを運転し210kmを出したことがある。
1976年、寿司チェーン店「小銭すし」を創業。その後同年中に店舗数は102店を数えるなど経営が順調に乗り出したことで、チェーン店の経営は片手間で出来ず、事業の方に専念したいとして、『スリランカの愛と別れ』を最後に芸能界を引退。
その後この小銭すしが成功を収めハワイにも進出したが、1986年に金銭トラブルによる監禁と強要容疑で逮捕されたことで経営が傾き、のちに破綻した。
なお、店舗はフランチャイズ1号店である八広店（東京都墨田区）が2023年現在も営業中である。
2011年にアパレルメーカーのカタログモデルに登場したのを最後に表立った活動はしていない。

## 出演

### 映画
- 新妻鏡（1956年、新東宝） - 醍醐邦夫（主人公の弟）
- 君ひとすじに 完結篇（1956年、新東宝） - 黒木健太
- 海女の戦慄（1957年、新東宝） - 宮川健一（ヒロインの弟）
- 危し! 伊達六十二万石（1957年、新東宝） - 伊達亀千代（伊達家の嫡男）
- 不知火頭巾（1958年、大映） - 栄次郎
- 赤胴鈴之助  三つ目の鳥人（1958年、大映） - 鶴千代
- 少年探偵団 敵は原子潜航挺（1959年、東映） - 少年探偵団員
- 千代田城炎上 (1959年、大映)
- 路傍の石（1960年、東宝） - 愛川吾一
- 母ぁちゃん、海が知ってるよ（1961年、日活） - 諸住一男
- 若い東京の屋根の下（1963年、日活） - 桑野四郎
- 光る海（1963年、日活） - 野坂次郎
- こんにちは、20歳（1964年、日活） - 大助
- 現代紳士野郎（1964年、東宝） - 吉川達男
- おゝい、雲! （1965年、東映） - 松宮良平
- 青春とはなんだ（1965年、日活） - 高松保夫
- あいつとの冒険（1965年、日活） - 葉山光夫
- 青春前期 青い果実（1965年、日活） - 椎ノ木武志
- 野菊のごとき君なりき（1966年、大映） - 政夫
- われら劣等生 (1965年、松竹)
- 小さい逃亡者（1966年、大映） - 川間健
- サイボーグ009（東映動画） - 009 ※アニメ映画 
  - サイボーグ009（1966年）[10]
  - サイボーグ009 怪獣戦争（1967年）[11]
- 若い時計台（1967年、大映） - 小柳武志
- あゝ予科練（1968年、東映） - 藤井俊夫
- 連合艦隊司令長官 山本五十六（1968年、東宝） - 野上一飛曹[12]
- 新宿の肌（1968年、松竹） - 今井
- おんな刺客卍（1969年、東映） - 渡辺治輔
- 夕陽に向かう（1969年、松竹） - 増沢修一
- 幕末（1970年、東宝） - 三神太郎次
- 海軍横須賀刑務所（1973年、東映） - 久邇宮朝融王
- あゝ決戦航空隊（1974年、東映） - 大黒上飛曹
- スリランカの愛と別れ（1976年、東宝） - 坂田栄一

### テレビドラマ
- ながれ星は祈り星（1957年、NTV）
- 怪獣マリンコング（1960年、CX） - 矢田和夫
- ふしぎな少年（1961年、NHK総合） - 大西三郎（サブタン）
- 青空にらくがきしよう（1965年、CX）
- 大将と王様（1965年、CX）
- 特別機動捜査隊 第232・233話「大噴煙（前・後編）」（1966年、NET / 東映）
- 新吾十番勝負 第28話「秘境の三悪人」（1967年、TBS / 松竹テレビ室）- 喬之介
- 風 第12話「百万両の腕」（1967年、TBS / 松竹）
- 日本剣客伝 第1話「宮本武蔵」（1968年、NET / 東映） - 吉岡伝七郎
- 素浪人 月影兵庫 第2シリーズ 第75話「思わぬところに敵がいた」 （1968年、NET / 東映） - 竹松
- コメットさん 第77話「バイバイ落葉クン」（1968年、TBS / 国際放映） - 落葉クン（落葉の精霊）
- 大奥 第32話「刃傷お鈴廊下」（1968年、KTV / 東映） - 徳川家基
- 五人の野武士 第7話「誇り高き男たち」（1968年、NTV）
- ザ・ガードマン（TBS / 大映テレビ室）
  - 第198話「怪談・車に乗った幽霊」（1969年）
  - 第228話「化物屋敷に三匹の狼」（1969年）
  - 第304話「ハレンチ夫婦の幽霊殺人」（1971年）
  - 第311話「ハレンチ歌手が次々と殺される夜」（1971年）
- 素浪人 花山大吉（NET / 東映）
  - 第14話「風の岬に鬼がいた」（1969年） - 江原辰馬
  - 第46話「赤ちゃんお手柄立てていた」（1969年） - 榊原達馬
  - 第88話「仮面の下で泣いていた」（1970年） - 清助
- プレイガール 第18話「新宿喜劇・女のムシが騒ぐとき」（1969年、12ch / 東映）
- 独身のスキャット 第5話（1970年、TBS / 円谷プロ）
- 大岡越前 第1部 第27、28話「天一坊事件（前・後編）」（1970年、TBS / C.A.L） - 天一坊
- 遠山の金さん捕物帳（NET / 東映）
  - 第13話「白州で殺された男」（1970年） - 寺島俊作
  - 第34話「桜吹雪の散る男」（1971年） - 荒木田和馬
- 柳生十兵衛 第11話「風神ヶ原の対決」（1970年、CX / 東映） - 中堂寺平八
- 紅つばめお雪 第7話「三ン下に最敬礼」（1970年、NET / 東映） - 忠助
- 清水次郎長（1971年、CX / 東映） - 増川仙右衛門
- 軍兵衛目安箱 第10話「鎧通しの錆」（1971年、NET / 東映） - 源吉
- 銭形平次 第283話「おかめとひょっとこ」（1971年、CX / 東映） - 菊太郎
- キイハンター 第227話「真夏の夜、私を深く埋めて」（1972年、TBS / 東映） - ポール
- 必殺シリーズ（ABC / 松竹）
  - 必殺仕掛人（1972年 - 1973年） - 櫓の万吉
  - 暗闇仕留人 第12話「大物にて候」（1974年） - 長一郎
  - 必殺仕業人 第21話「あんたこの計り事どう思う」（1976年） - 伸吉
- 新書太閤記（1973年、NET） - 森蘭丸
- 戦国ロック はぐれ牙 第5話「逃亡地帯に愛を灼け」（1973年、CX / C.A.L） - 鷹丸
- 江戸を斬る 梓右近隠密帳 第13話「巷談八百屋お七」（1973年、TBS / C.A.L） - 生田吉三郎
- 剣客商売 第10話「嘘とまことの間」（1973年、CX / 東宝 / 俳優座） - 村松伊織
- 大久保彦左衛門 第22話（1974年、KTV）
- おしどり右京捕物車（1974年、ABC / 松竹） - 音三
- プレイガールQ 第13話「女の男が乱れるとき」（1974年、12ch / 東映） - 松下
- 運命峠（1974年、関西テレビ / 東映） - 漢家小太郎
- 伝七捕物帳（NTV）
  - 第54話「晴れ姿、おんな纒」（1975年） - 溝口京二郎
  - 第125話「証拠の品は鬢の中」（1976年） - 吉次郎
- 水戸黄門（TBS / C.A.L）
  - 第6部 第1話「怒れ! 薩摩隼人 -鹿児島-」（1975年3月31日） - 島津公
  - 第7部 第28話「ひょうろく玉の仇討ち -諏訪-」（1976年11月29日） - 内藤右京
- 長崎犯科帳（1975年、NTV / ユニオン映画） - 沢田一馬
- お耳役秘帳 第2話「噂」（1976年、KTV / 歌舞伎座テレビ） - 政吉
- 破れ傘刀舟 悪人狩り（NET / 三船プロ）
  - 第86話「浦賀の花嫁人形」（1976年） - 卯之助
  - 第121話「唐絹は死の匂い」（1977年） - 佐吉
- 非情のライセンス 第2シリーズ 第95話「兇悪のめぐり逢い」（1976年、NET / 東映） - 古賀刑事
- 夫婦旅日記 さらば浪人 第25話「ふるさとの空はふたたび」（1976年、CX / 勝プロ）
- 遠山の金さん 第1シリーズ 第66話「危険も二倍の賭けで死ね!」（1977年、ANB / 東映）-精之助
- ジグザグブルース 第13話「二人の誓い」（1977年、ANB / 東映） - 福島良彦
- 江戸を斬るIII 第24話「殺しの疑惑」（1977年、TBS / C.A.L） - 新吉

### 吹き替え
- 緑色の髪の少年（1962年、NHK総合） - ディーン・ストックウエル
- 怪鳥人間バットマン（1965年、CX） - ディック・グレイソン/ロビン
- 宇宙家族ロビンソン（1966年、TBS）- ウエスト少佐
- ザ・モンキーズ・ショー（1966年 - 1968年、ABC） - ピーター・トーク
- 地球防衛団（1976年6/14〜7/1） - ジョン（NHK総合 / 少年ドラマシリーズ）

## レコード
| 題名             | B/W・C/W             | 発売年 | レーベル         | 備考 |
| ローマからの便り | 青山通りでさようなら | 1970年 | ビクターレコード |      |
| 別れ話は星がした | 八時にここで         | 1970年 | ビクターレコード |      |

## 脚註
1. 1 2  『日本映画人名事典 男優篇　上巻』　キネマ旬報社、1996年、281頁。
2. 1 2 3  『日本映画人名事典 男優篇　上巻』　282頁。
3. ↑  近代映画 近代映画社 1967年4月号 155頁。
4. 1 2  週刊TVガイド 1977年10月7日 34頁「レポート・太田博之が芸能界引退」
5. ↑  週刊明星 1986年6月号[要ページ番号]
6. ↑  “小銭ずしを知ってますか? 小銭ずしはコスパがよくておいしい│100均レビュー”. netabaretv.com. 2023年8月2日閲覧。
7. ↑  “回転寿司の栄枯盛衰”. 同志社女子大学. 2023年8月2日閲覧。
8. ↑  石橋春海『'60年代 蘇る昭和特撮ヒーロー』コスミック出版〈COSMIC MOOK〉、2013年12月5日、56-57頁。ISBN 978-4-7747-5853-4。
9. ↑  虫ん坊 2017年11月号
10. ↑  “サイボーグ009｜キャラクター／キャスト”.   東映アニメーション. 2023年1月13日閲覧。
11. ↑  “サイボーグ009 怪獣戦争｜キャラクター／キャスト”.   東映アニメーション. 2023年1月13日閲覧。
12. ↑  東宝特撮映画全史 1983, p. 537, 「主要特撮作品配役リスト」